# Hellinsia tariensis
Hellinsia tariensis là một loài bướm đêm thuộc chi Hellinsia, có ở Papua New Guinea. Loài bướm này bay vào tháng 11, và có sải cánh khoảng 15-17 milimét. Tên gọi đề cập đến Tari, làng nơi loài này được sưu tập.